# Anton Julius Busmann senior
Anton Julius Busmann senior (auch: Busman, Bußmann, Bußman, Busmannus; * 30. Juni 1646 in Hannover; † 11. Februar 1717 ebenda) war ein deutscher Jurist und Bürgermeister von Hannover, der sich insbesondere für das Schul- und Armenwesen der Stadt einsetzte.

## Leben

### Familie
Anton Julius Busmann war der Sohn des Stadtphysikus Christian Busmann (1610–1681) und seiner ersten Ehefrau Magdalena Regina geb. Reiche (1617–1654). Er war verheiratet mit Margarethe Lucia Schrader (1644–1705) und wurde Vater des späteren Bürgermeisters Anton Julius Busmann junior.

### Werdegang
Anton Julius Busmann studierte ab 1667 Rechtswissenschaften an der Universität Helmstedt und schloss dort mit dem Doktor der  Rechte ab. An der Universität war er zudem als Respondent tätig.
Nachdem Busmann 1689 zum Hofgerichtsassessor ernannt worden war, wurde er – in Folge des durch den Landesherrn aufgezwungen Stadtreglements – 1699 als Bürgermeister der Stadt Hannover eingesetzt. Dieses Amt bekleidete er bis zu seinem Tode im Jahr 1717, jedoch im jährlichen Wechsel mit dem Consul Johann Christoff Danhauer (bis 1713) und Otto Heinrich Volger (ab 1713).

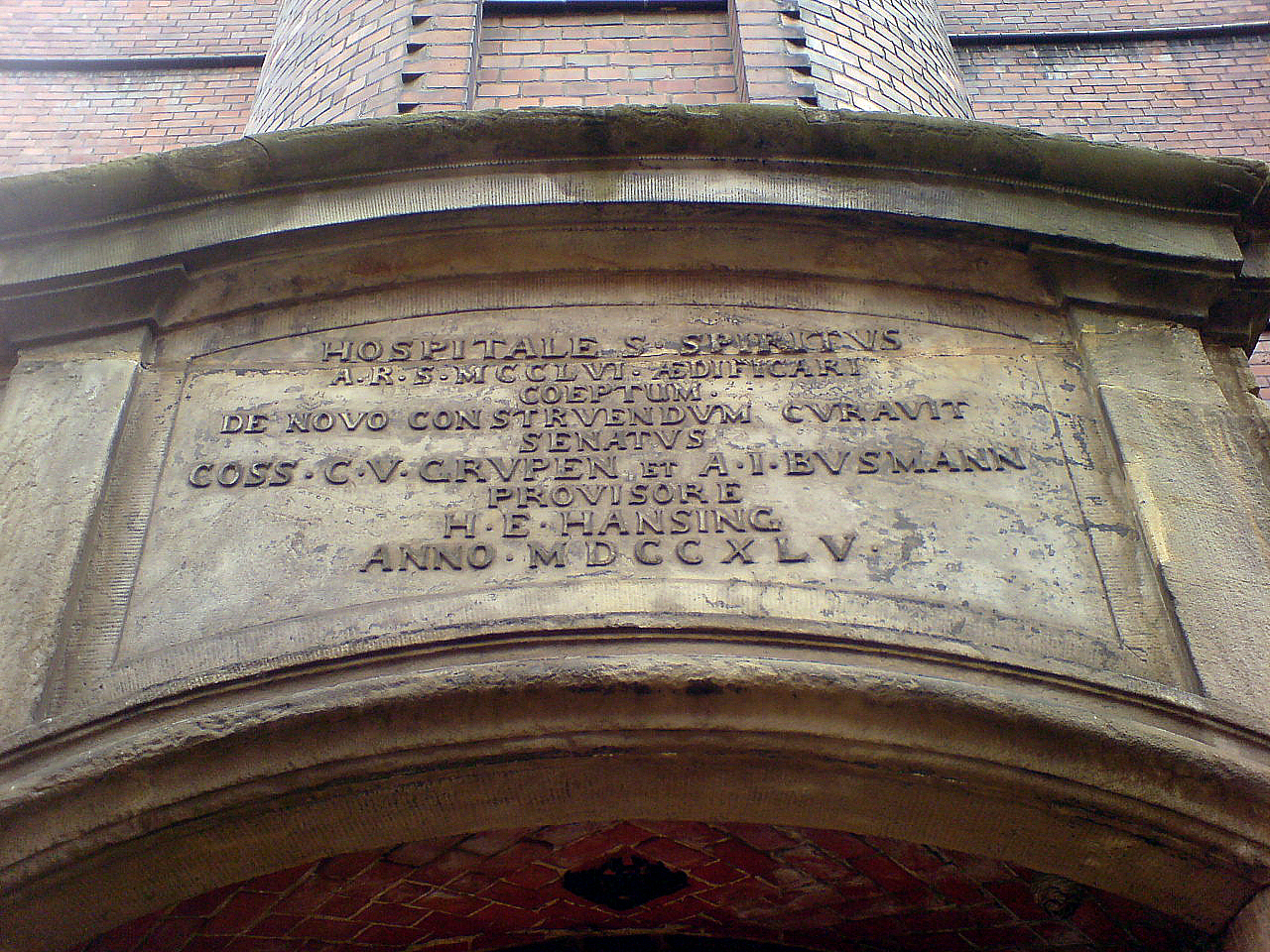
Inschrift von 1745 über dem Heilig-Geist-Spital und Stift mit der Nennung von Christian Ulrich Grupen und Anton Julius Busmann junior

Busmanns Hauptinteresse galt dem Armen- und Schulwesen der Stadt. So entwickelte er 1716 gegen Ende seines Lebens Pläne, „den schlechten Zustand hiesiger Schulen zu verbessern“. Doch erst unter seinem Sohn und späteren Nachfolger als Bürgermeister wurde hinsichtlich der Armenpflege 1745 etwa das Hospital und Stift St. Spiritus neu errichtet.

## Schriften und Gegenschriften
- Johann Heinrich Boetticher: Disputatio juridica: De fide, 1674
- Anton Julius Bußmann: Disputatio Iuridica De Censibus (in lateinischer Sprache), 1675